# Dog Island (Gambia)
Dog Island ist eine kleine Binneninsel des Gambia-Flusses im westafrikanischen Staat Gambia.

## Geographie
Heute unbewohnt, liegt ungefähr dreizehn Kilometer von der Mündung des Gambia in den Atlantischen Ozean die ungefähr 310 Meter lange und 110 Meter breite ovale Insel. Dog Island liegt ungefähr 150 Meter vom Nordufer des Festlandes (North Bank Region) am Dog Island Point entfernt und ist bei Ebbe auch zu Fuß zu erreichen.
Benannt wurde die Insel nach dem Gebrüll der Paviane, das von Weitem ein wenig an Hundegebell erinnert. Heutzutage werden für den Tourismus einige Bootsausflüge von Banjul aus bis in die Höhe von Dog Island angeboten, dort kann man zahlreiche Delfine beobachten, die im Mündungsgebiet des Gambia leben.

## Geschichte
In der Geschichte Gambias ließ der englische Major und spätere Admiral Robert Holmes, der die Handelsaktivitäten der Company of Royal Adventurers Trading schützen wollte, dort Anfang der 1660er auf Dog Island ein Fort errichten. Die Insel nannte er Charles Island, zu Ehren Königs Charles II.
Als Kapitän Alexander Grant vom Royal African Corps 1816 die Insel St. Mary’s Island pachtete und dort einen Militärstützpunkt errichten ließ, um den die Siedlung Bathurst, die heutige Hauptstadt Banjul, entstand, wurden für den Bau Steine und Holz von Dog Island verwendet.